# 中川貞長
中川 貞長（なかがわ さだなが）は、江戸時代の公家。堤家当主。

## 生涯
1615年（元和元年）に正親町三条公仲の息子である中川貞秀の三男として生まれる。
公家の名家である堤家の家祖とされており、貞長の息子である堤輝長によって家名を「堤」と改称した。
1677年（延宝5年）、死去。

## 系譜
- 父親：中川貞秀
  - 息子：中川業長
  - 息子：堤輝長
  - 娘：小田原藩2代藩主・稲葉正則室
  - 娘